# スリルを感じる映画ベスト100
「スリルを感じる映画ベスト100」（スリルをかんじるえいがベスト100）は、AFIが「AFIアメリカ映画100年シリーズ」の一環として2001年に選出したアメリカ映画のリストである。同リストを紹介した番組が、2006年6月12日に、CBSテレビで全米放映された。

## リスト
| 順位 | 邦題名                            | 監督                                                | 出演者                                                                                          | 公開年 |
| ---- | --------------------------------- | --------------------------------------------------- | ----------------------------------------------------------------------------------------------- | ------ |
| 1    | サイコ                            | アルフレッド・ヒッチコック                          | アンソニー・パーキンス、ジャネット・リー                                                        | 1960   |
| 2    | ジョーズ                          | スティーヴン・スピルバーグ                          | ロイ・シャイダー、ロバート・ショウ、リチャード・ドレイファス                                    | 1975   |
| 3    | エクソシスト                      | ウィリアム・フリードキン                            | リンダ・ブレア、マックス・フォン・シドー                                                        | 1973   |
| 4    | 北北西に進路を取れ                | アルフレッド・ヒッチコック                          | ケーリー・グラント、エヴァ・マリー・セイント                                                    | 1959   |
| 5    | 羊たちの沈黙                      | ジョナサン・デミ                                    | ジョディ・フォスター、アンソニー・ホプキンス                                                    | 1991   |
| 6    | エイリアン                        | リドリー・スコット                                  | シガニー・ウィーバー、トム・スケリット                                                          | 1979   |
| 7    | 鳥                                | アルフレッド・ヒッチコック                          | ロッド・テイラー、ティッピ・ヘドレン                                                            | 1963   |
| 8    | フレンチ・コネクション            | ウィリアム・フリードキン                            | ジーン・ハックマン、ロイ・シャイダー                                                            | 1971   |
| 9    | ローズマリーの赤ちゃん            | ロマン・ポランスキー                                | ミア・ファロー                                                                                  | 1968   |
| 10   | レイダース/失われたアーク《聖櫃》 | スティーヴン・スピルバーグ                          | ハリソン・フォード、カレン・アレン                                                              | 1981   |
| 11   | ゴッドファーザー                  | フランシス・フォード・コッポラ                      | マーロン・ブランド、アル・パチーノ                                                              | 1972   |
| 12   | キング・コング                    | メリアン・C・クーパー アーネスト・B・シュードサック | フェイ・レイ                                                                                    | 1933   |
| 13   | 俺たちに明日はない                | アーサー・ペン                                      | フェイ・ダナウェイ、ウォーレン・ベイティ                                                        | 1967   |
| 14   | 裏窓                              | アルフレッド・ヒッチコック                          | ジェームズ・ステュアート、グレース・ケリー                                                      | 1954   |
| 15   | 脱出                              | ハワード・ホークス                                  | ハンフリー・ボガート、ウォルター・ブレナン、ローレン・バコール                                  | 1944   |
| 16   | チャイナタウン                    | ロマン・ポランスキー                                | ジャック・ニコルソン、フェイ・ダナウェイ                                                        | 1974   |
| 17   | 影なき狙撃者                      | ジョン・フランケンハイマー                          | フランク・シナトラ、ジャネット・リー                                                            | 1962   |
| 18   | めまい                            | アルフレッド・ヒッチコック                          | ジェームズ・ステュアート、キム・ノヴァク                                                        | 1958   |
| 19   | 大脱走                            | ジョン・スタージェス                                | スティーブ・マックイーン、リチャード・アッテンボロー、ジェームズ・ガーナー                      | 1963   |
| 20   | 真昼の決闘                        | フレッド・ジンネマン                                | ゲイリー・クーパー、グレース・ケリー                                                            | 1952   |
| 21   | 時計じかけのオレンジ              | スタンリー・キューブリック                          | マルコム・マクダウェル                                                                          | 1971   |
| 22   | タクシードライバー                | マーティン・スコセッシ                              | ロバート・デ・ニーロ、シビル・シェパード                                                        | 1976   |
| 23   | アラビアのロレンス                | デヴィッド・リーン                                  | ピーター・オトゥール、アレック・ギネス、アレック・ギネス                                        | 1962   |
| 24   | 深夜の告白                        | ビリー・ワイルダー                                  | バーバラ・スタンウィック、フレッド・マクマレイ                                                  | 1944   |
| 25   | タイタニック                      | ジェームズ・キャメロン                              | レオナルド・ディカプリオ、ケイト・ウィンスレット                                                | 1997   |
| 26   | マルタの鷹                        | ジョン・ヒューストン                                | ハンフリー・ボガート、メアリー・アスター                                                        | 1941   |
| 27   | スター・ウォーズ                  | ジョージ・ルーカス                                  | マーク・ハミル、ハリソン・フォード                                                              | 1977   |
| 28   | 危険な情事                        | エイドリアン・ライン                                | マイケル・ダグラス、グレン・クローズ                                                            | 1987   |
| 29   | シャイニング                      | スタンリー・キューブリック                          | ジャック・ニコルソン                                                                            | 1980   |
| 30   | ディア・ハンター                  | マイケル・チミノ                                    | ロバート・デ・ニーロ、クリストファー・ウォーケン                                                | 1978   |
| 31   | 未知との遭遇                      | スティーヴン・スピルバーグ                          | リチャード・ドレイファス、フランソワ・トリュフォー                                              | 1977   |
| 32   | 見知らぬ乗客                      | アルフレッド・ヒッチコック                          | ファーリー・グレンジャー                                                                        | 1951   |
| 33   | 逃亡者                            | アンドリュー・デイヴィス                            | ハリソン・フォード、トミー・リー・ジョーンズ                                                    | 1993   |
| 34   | 狩人の夜                          | チャールズ・ロートン                                | ロバート・ミッチャム、シェリー・ウィンタース、リリアン・ギッシュ                                | 1955   |
| 35   | ジュラシック・パーク              | スティーヴン・スピルバーグ                          | サム・ニール、ローラ・ダーン、ジェフ・ゴールドブラム、リチャード・アッテンボロー                | 1993   |
| 36   | ブリット                          | ピーター・イェーツ                                  | スティーブ・マックイーン、ロバート・ボーン、ジャクリーン・ビセット                              | 1968   |
| 37   | カサブランカ                      | マイケル・カーティス                                | ハンフリー・ボガート、イングリッド・バーグマン                                                  | 1942   |
| 38   | 汚名                              | アルフレッド・ヒッチコック                          | ケーリー・グラント、イングリッド・バーグマン                                                    | 1946   |
| 39   | ダイ・ハード                      | ジョン・マクティアナン                              | ブルース・ウィリス、アラン・リックマン                                                          | 1988   |
| 40   | 2001年宇宙の旅                    | スタンリー・キューブリック                          | キア・デュリア                                                                                  | 1968   |
| 41   | ダーティハリー                    | ドン・シーゲル                                      | クリント・イーストウッド                                                                        | 1971   |
| 42   | ターミネーター                    | ジェームズ・キャメロン                              | アーノルド・シュワルツェネッガー、リンダ・ハミルトン、マイケル・ビーン                          | 1984   |
| 43   | オズの魔法使                      | ヴィクター・フレミング                              | ジュディ・ガーランド                                                                            | 1939   |
| 44   | E.T.                              | スティーヴン・スピルバーグ                          | ヘンリー・トーマス                                                                              | 1982   |
| 45   | プライベート・ライアン            | スティーヴン・スピルバーグ                          | トム・ハンクス                                                                                  | 1998   |
| 46   | キャリー                          | ブライアン・デ・パルマ                              | シシー・スペイセク                                                                              | 1976   |
| 47   | ボディ・スナッチャー/恐怖の街     | ドン・シーゲル                                      | ケヴィン・マッカーシー                                                                          | 1956   |
| 48   | ダイヤルMを廻せ!                  | アルフレッド・ヒッチコック                          | グレース・ケリー、レイ・ミランド                                                                | 1954   |
| 49   | ベン・ハー                        | ウィリアム・ワイラー                                | チャールトン・ヘストン                                                                          | 1959   |
| 50   | マラソンマン                      | ジョン・シュレシンジャー                            | ダスティン・ホフマン、ローレンス・オリヴィエ                                                    | 1976   |
| 51   | レイジング・ブル                  | マーティン・スコセッシ                              | ロバート・デ・ニーロ、ジョー・ペシ                                                              | 1980   |
| 52   | ロッキー                          | ジョン・G・アヴィルドセン                           | シルヴェスター・スタローン、タリア・シャイア                                                    | 1976   |
| 53   | パルプ・フィクション              | クエンティン・タランティーノ                        | ティム・ロス、ジョン・トラボルタ、ユマ・サーマン、サミュエル・L・ジャクソン、ブルース・ウィリス | 1994   |
| 54   | 明日に向って撃て!                 | ジョージ・ロイ・ヒル                                | ポール・ニューマン、ロバート・レッドフォード、キャサリン・ロス                                  | 1969   |
| 55   | 暗くなるまで待って                | テレンス・ヤング                                    | オードリー・ヘプバーン、アラン・アーキン                                                        | 1967   |
| 56   | フランケンシュタイン              | ジェイムズ・ホエール                                | コリン・クライヴ、ボリス・カーロフ                                                              | 1931   |
| 57   | 大統領の陰謀                      | アラン・J・パクラ                                   | ダスティン・ホフマン、ロバート・レッドフォード                                                  | 1976   |
| 58   | 戦場にかける橋                    | デヴィッド・リーン                                  | ウィリアム・ホールデン、アレック・ギネス                                                        | 1957   |
| 59   | 猿の惑星                          | フランクリン・J・シャフナー                         | チャールトン・ヘストン、キム・ハンター、ロディ・マクドウォール                                  | 1968   |
| 60   | シックス・センス                  | M・ナイト・シャマラン                               | ブルース・ウィリス、ハーレイ・ジョエル・オスメント                                              | 1999   |
| 61   | 恐怖の岬                          | J・リー・トンプソン                                 | グレゴリー・ペック、ロバート・ミッチャム                                                        | 1962   |
| 62   | スパルタカス                      | スタンリー・キューブリック                          | カーク・ダグラス                                                                                | 1960   |
| 63   | 何がジェーンに起ったか?           | ロバート・アルドリッチ                              | ベティ・デイヴィス、ジョーン・クロフォード                                                      | 1962   |
| 64   | 黒い罠                            | オーソン・ウェルズ                                  | チャールトン・ヘストン、ジャネット・リー、オーソン・ウェルズ、マレーネ・ディートリヒ            | 1958   |
| 65   | 特攻大作戦                        | ロバート・アルドリッチ                              | リー・マーヴィン、アーネスト・ボーグナイン                                                      | 1967   |
| 66   | マトリックス                      | ウォシャウスキー兄弟                                | キアヌ・リーブス、ローレンス・フィッシュバーン、キャリー＝アン・モス                            | 1999   |
| 67   | 黄金                              | ジョン・ヒューストン                                | ハンフリー・ボガート、ウォルター・ヒューストン                                                  | 1948   |
| 68   | ハロウィン                        | ジョン・カーペンター                                | ドナルド・プレザンス、ジェイミー・リー・カーティス                                              | 1978   |
| 69   | ワイルドバンチ                    | サム・ペキンパー                                    | ウィリアム・ホールデン、アーネスト・ボーグナイン                                                | 1969   |
| 70   | 狼たちの午後                      | シドニー・ルメット                                  | アル・パチーノ、ジョン・カザール                                                                | 1975   |
| 71   | 007/ゴールドフィンガー            | ガイ・ハミルトン                                    | ショーン・コネリー、オナー・ブラックマン                                                        | 1964   |
| 72   | プラトーン                        | オリヴァー・ストーン                                | チャーリー・シーン、ウィレム・デフォー、トム・ベレンジャー                                      | 1986   |
| 73   | ローラ殺人事件                    | オットー・プレミンジャー                            | ジーン・ティアニー、ダナ・アンドリュース                                                        | 1944   |
| 74   | ブレードランナー                  | リドリー・スコット                                  | ハリソン・フォード、ルトガー・ハウアー、ショーン・ヤング                                        | 1982   |
| 75   | 第三の男                          | キャロル・リード                                    | ジョゼフ・コットン、オーソン・ウェルズ、アリダ・ヴァリ                                          | 1949   |
| 76   | テルマ&ルイーズ                   | リドリー・スコット                                  | スーザン・サランドン、ジーナ・デイヴィス                                                        | 1991   |
| 77   | ターミネーター2                   | ジェームズ・キャメロン                              | アーノルド・シュワルツェネッガー、リンダ・ハミルトン、エドワード・ファーロング                  | 1991   |
| 78   | ガス燈                            | ジョージ・キューカー                                | イングリッド・バーグマン、シャルル・ボワイエ                                                    | 1944   |
| 79   | 荒野の七人                        | ジョン・スタージェス                                | ユル・ブリンナー、スティーブ・マックイーン                                                      | 1960   |
| 80   | レベッカ                          | アルフレッド・ヒッチコック                          | ジョーン・フォンテイン、ローレンス・オリヴィエ                                                  | 1940   |
| 81   | オーメン                          | リチャード・ドナー                                  | グレゴリー・ペック、リー・レミック                                                              | 1976   |
| 82   | 地球の静止する日                  | ロバート・ワイズ                                    | マイケル・レニー、パトリシア・ニール                                                            | 1951   |
| 83   | オペラの怪人                      | ルパート・ジュリアン                                | ロン・チェイニー                                                                                | 1925   |
| 84   | ポルターガイスト                  | トビー・フーパー                                    | クレイグ・T・ネルソン                                                                           | 1982   |
| 85   | 魔人ドラキュラ                    | トッド・ブラウニング                                | ベラ・ルゴシ                                                                                    | 1931   |
| 86   | ドリアン・グレイの肖像            | アルバート・リューイン                              | ハード・ハットフィールド、ジョージ・サンダース                                                  | 1945   |
| 87   | 遊星よりの物体X                   | クリスティアン・ナイビイ                            | マーガレット・シェリダン                                                                        | 1951   |
| 88   | 十二人の怒れる男                  | シドニー・ルメット                                  | ヘンリー・フォンダ                                                                              | 1957   |
| 89   | ナバロンの要塞                    | J・リー・トンプソン                                 | グレゴリー・ペック、デヴィッド・ニーヴン、アンソニー・クイン                                    | 1961   |
| 90   | ポセイドン・アドベンチャー        | ロナルド・ニーム                                    | ジーン・ハックマン、アーネスト・ボーグナイン                                                    | 1972   |
| 91   | ブレイブハート                    | メル・ギブソン                                      | メル・ギブソン、ソフィー・マルソー                                                              | 1995   |
| 92   | 白いドレスの女                    | ローレンス・カスダン                                | キャスリーン・ターナー、ウィリアム・ハート                                                      | 1981   |
| 93   | ナイト・オブ・ザ・リビングデッド  | ジョージ・A・ロメロ                                 | デュアン・ジョーンズ                                                                            | 1968   |
| 94   | チャイナ・シンドローム            | ジェームズ・ブリッジ                                | ジェーン・フォンダ、ジャック・レモン                                                            | 1979   |
| 95   | フルメタル・ジャケット            | スタンリー・キューブリック                          | マシュー・モディーン、ヴィンセント・ドノフリオ                                                  | 1987   |
| 96   | ブルーベルベット                  | デヴィッド・リンチ                                  | カイル・マクラクラン、イザベラ・ロッセリーニ、デニス・ホッパー                                  | 1986   |
| 97   | ロイドの要心無用                  | サム・テイラー フレッド・ニューメイヤー             | ハロルド・ロイド                                                                                | 1923   |
| 98   | ブラッド・シンプル                | ジョエル・コーエン                                  | フランシス・マクドーマンド                                                                      | 1984   |
| 99   | スピード                          | ヤン・デ・ボン                                      | キアヌ・リーブス、デニス・ホッパー                                                              | 1994   |
| 100  | ロビンフッドの冒険                | マイケル・カーティス ウィリアム・キーリー           | エロール・フリン、オリヴィア・デ・ハヴィランド                                                  | 1938   |